# ワンセグ

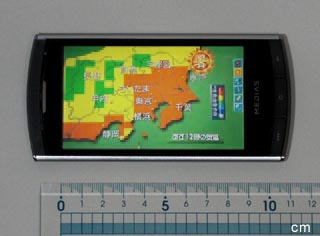
ワンセグ受信画面の例

ワンセグ（欧文表記では1segもしくはOne seg）は、日本の地上デジタル放送の携帯端末（携帯機器、モバイル端末）向けサービスの愛称。正式名称は「携帯電話・移動体端末向けの1セグメント部分受信サービス」である。

## 概要
ワンセグは、携帯端末向けの地上デジタルから派生したサービスである。2006年4月1日に放送開始となった。フィーチャーフォン・スマホ・携帯音楽プレーヤー・防災用携帯ラジオ受信機・カーナビゲーション・ディスプレイ付きカーオーディオなどの装置に受信回路が搭載された。
技術的な内容を解説すると、日本の地上デジタルテレビ放送 (ISDB-T) ではUHF帯の470MHz - 710MHzを13 - 52チャンネルと呼ぶ40のチャンネル(物理チャンネル)に分け、そのチャンネル1つの周波数帯域幅6MHz（実効帯域幅5.57MHzとチャンネル間約430kHzのガードバンド）が13のセグメントに分かれた構造となっている。13セグメント中ハイビジョン放送（HDTV）には12セグメント（すなわち、後述の「フルセグ」）、標準画質放送には4セグメントが割り当てられている。この内、モバイル端末（携帯電話など）用として1セグメントを割り当てて、画面は小さく性能は低いものの携帯性や移動性を重視し、解像度がQuarter Video Graphics Array (QVGA、320×240/320×180) の放送を行うこととなった。この「1（ワン）セグメント」を略して「ワンセグ」と呼ばれている。音声は2chステレオであり、二重音声放送実施時はアナログ放送と同じモノラル信号である。5.1chサラウンドステレオには対応していない（詳細はISDB#ISDB-Tを参照）。
ワンセグは既存の地上デジタルテレビ放送と同じアンテナから送出される。そのため、地上デジタルテレビ放送が受信できる地域ではワンセグも受信できることになる。当初は県庁所在地から地理的に遠く離れた山村・離島などの市町村は地上デジタルテレビジョン放送そのものが開始されておらず、受信できない地域もあったが、2007年以降、中継局の開局・増加に伴い、それらの一部地域でも受信できるようになった。
日本においては地域によって放送されているチャンネル数が異なる。移動体に搭載されるワンセグでは、放送地域間を移動した場合は受信設定を変更する必要がある。
なおワンセグはあくまでテレビ放送であり、ワンセグ受信にインターネット通信は不要である。ワンセグ視聴しても基本的にはパケット通信量を消費することはない。ただし放送内容と連動する情報を受信する場合にはデータ通信で別に受信（および送信）しており、その場合、（携帯電話の設定を特に変更していない限り）画面にサーバーからの受信可否を問う画面が表示され、選択できた。単なるワンセグ受信機器だけで視聴する場合にはこのような画面は表示されない。
- 現在も電気店の棚に並ぶワンセグ受信機としては防災用ワンセグ・ラジオ受信機がある。ワンセグとラジオの両方が受信可能で、防災用品として販売されている。近年は5千円〜2万円程度のものが多い。（写真は2010年当時）
- パソコンでの視聴。

## 歴史

### 開始当初
本放送開始前の2006年2月に都営地下鉄で地下鉄構内での再送信による受信の実験が行われた。2006年4月1日に、同日までに地上デジタル放送が始まっている地域の放送区域で本放送が開始された。2006年4月1日の11時（日本時間）から東京都など、29都府県で開始し、同年12月1日にはハイビジョン放送と同時に全43県の県庁所在地および近接する一部の市・町・村でも受信できるようになった。
もともとアナログ方式であったテレビ放送をデジタル方式に切り替える過程でデジタル放送を、当時需要の高かったモバイル端末やカーナビゲーションシステムでも受信できるようにすることを主な目的に開発されたシステムであり、受信機器が小さく設計できる利点があった。
サービス開始当初、受信可能な機器はP901iTV、W33SA、W41Hの携帯電話3機種のみだったが徐々に増加。2007年頃からは売れ筋となる携帯電話のほぼ全てにワンセグが搭載されるようになり、次第に録画やフルセグなどの付加機能が発展してきた。ワンセグ普及当時はまだインターネットでの動画コンテンツ配信がそれほど普及しておらず、仮にあっても携帯端末での視聴は回線速度的にも端末性能的にも厳しいものだったため、スポーツ観戦や、通勤中のテレビ視聴、各家庭での若年層への動画視聴環境に大きな影響を与えていた。
- 日本で初めてのワンセグ対応携帯電話
三洋電機（現・京セラ SANYOブランド）W33SA。
- 日本のワンセグ搭載携帯電話類 （2008年時点の展示）
- シャープのワンセグ携帯911SH（AQUOSブランド）。画面だけ90度回転させ横長で視聴できた。片手で無理なくしっかり持てるので電車内で視聴する人々が増加した。
- 出先でサッカー試合の放送を視聴する人。（2006年）
- 飲食店で同僚などとアルコールを飲みつつ放送も一緒に見て盛り上がる人々（2006年）
- ニンテンドーDS用の『ワンセグ受信アダプタ DSテレビ』（2007年）
- SONYのPlayStation Portableに外付けユニットを増設してワンセグを視聴することもそれなりに流行した。

### 拡大期
2008年3月末まで一つの放送局から同一番組を流すサイマル放送が義務付けられており、ワンセグで見られる番組は12のセグメントを使用する地上デジタル放送の主番組と同じだったが、2008年4月1日改正放送法の施行によってサイマル放送の義務化が解かれ部分的なワンセグ放送独自の番組の放送が始まった。
2008年12月1日には各都道府県のNHK・民放全局で地上デジタルテレビジョン放送が開始されたことに伴い、ワンセグ放送を行う放送局も全国に拡大した。ただし、放送大学は2018年10月30日の地上波廃局までワンセグ放送を実施しなかった。
東日本大震災が発生した2011年はワンセグ搭載端末が最も普及していた時期であったため、携帯電話の通信に頼らないワンセグ放送によって災害情報を得ることができていた。
遊園地・博物館・大学などで狭小な地域を対象とするエリア放送も行われた。羽田空港などで実験が数例行われた後、2011年4月に総務省が「ホワイトスペース特区」を認定して一部地域にてエリア限定型ワンセグ放送の研究開発や実証実験を行った。
これらの結果を受け2012年4月には、エリア放送が制度化され、地上一般放送局として免許されることとなった。
なお、エリア放送は12セグメント放送でも免許され、六本木ヒルズや南相馬チャンネルではサイマル放送を行っている。

### 衰退
スマートフォン時代になると状況は大きく変わり、ISDBは日本と南米地方以外にはほとんど普及していない規格であるため、国内スマホメーカーの衰退とともに搭載機種は減少する。さらに、LTE（4G）や、光回線（FTTH）による高速通信回線の全国的な整備とスマートフォンの4G高速通信回線への対応でインターネット上の動画視聴が容易になり、YouTubeなどの動画配信サービスも充実したのに加え、TVer・NHKプラスなどを通したテレビ番組自体の見逃し・リアルタイムネット配信も登場したこともあり、人々はネット動画のほうを視聴すればよいと判断するようになった。アナログ放送末期にあたる2010年代初頭頃からminiB-CASカードの普及によってフルセグ端末そのものも小型化し、テレビ自体も低価格化した。
2018年秋ごろから対応する携帯電話が大幅に減少、そして2020年夏モデルの楽天モバイル向けシャープ製『AQUOS R5G』、ソニーモバイルコミュニケーションズ製『Xperia 1 II』を最後に、2021年12月現在ワンセグ・フルセグ対応のスマホ機種はリリースされていない。
生産中の商品としては、テレビ付きポータブルDVDプレーヤーやワンセグ音声専用ラジオがある。また、カーナビゲーションやディスプレイオーディオにおけるフルセグの相互補完視聴の手段として残されているものの、こちらについてもワンセグ機能を省いたカーナビやディスプレイオーディオがラインナップに加わるケースが増加しつつある。

## 独立編成
ワンセグ放送は12セグメント放送とのサイマル放送が義務付けられているが、実験として12セグメント放送とは別編成を組んでの放送も行われており、その場合、アナログ・デジタル放送で放送されている通常番組は視聴できない（マルチチャンネル参照）。たとえば日本テレビでは、関東ローカルでナイター期間中にプロ野球中継の放送を21時からハイライト形式で放送を行っている。
また、大規模な独立編成では2008年12月21日に『M-1グランプリ』の敗者復活戦をテレビ朝日・朝日放送テレビ・北海道テレビ放送・名古屋テレビ放送・九州朝日放送の5局で放送し、ワンセグ独自番組としては初の同時ネットを行った。
札幌テレビ放送では土曜日10:25 - 10:29および11:54 - 11:59に12セグメント放送では各地域ごとの番組を放送する。ワンセグでは道内一律で札幌局発の番組で札幌放送局管内の12セグメント放送と同一内容の『小樽フラッシュニュース』および『札幌ふるさと再発見』を放送しているため、差し替え放送を行っている地域では実質ワンセグ独自番組となっている。また、CMも12セグメント放送では一部時間帯で各地域ごとの内容に差し替えられるが、ワンセグでは道内一律ですべて札幌局発のCMを放送しているため、これも差し替え放送を行っている地域では実質ワンセグ独立編成の扱いとなっている。また、過去には、東北地方のNHK総合テレビでは、2006年4月1日から2007年3月4日までの期間、ローカル番組において、12セグメント放送では各局ローカル番組、ワンセグ放送では仙台発の宮城ローカル番組を放送していた。その為、宮城県以外では、実質ワンセグ独立編成の扱いとなっていた。
NHKについては、放送法の他条項等の規定により当初独自放送は認められていなかったが2009年度より解禁され、2010年度より教育テレビで独立編成を行うこととなった。名称はNHKワンセグ2で、放送局が名付けた呼称である。情報番組「ワンセグランチボックス」、バラエティ番組「青山ワンセグ開発」、ニュース番組「モバイル週間ニュース」、NHK他チャンネルと連携しつつ、ワンセグ独自コーナーを設ける番組「麻里子さまのおりこうさま!」などが制作された。総合テレビについても実施に向けた準備作業を続ける方針とされたが、独自放送の視聴状況および携帯電話機器の技術革新などにより2012年度より編成が順次縮小され、2015年3月末限りでワンセグ独自番組は全て終了した。
2015年度以降はNHKはワンセグとフルセグで同じ映像を放送しているが、フルセグで行われる時刻表示や天気ループはワンセグでは表示されない。また、災害時などのL字型画面は東京送出の場合、ワンセグでは非表示となっている（地域局送出の場合はワンセグでも表示）。また、2020年からの新型コロナウイルス問題で総合テレビの画面左に表示されるQRコードは、東京送出の場合ワンセグでは非表示となっている（ニュースウオッチ9など一部番組ではワンセグでも表示。地域局送出の場合はワンセグでも表示）。
TBSテレビでは、2022年から、JNNニュースなどで、TBS NEWS DIG Powered by JNNへのQRコードがフルセグと同様にワンセグでも表示される。

### エリアワンセグ
独自編成の一種である。別名に「ワンセグローカルサービス」などの言い方もある。これは受信エリアを通常の県域放送とは別に特定の地域に限定して配信するもので、これまでにJリーグの試合会場や渋谷駅付近等で実用試験が実施されている。またテレビ大分も2010年4月に県域民放で初めて、同局主催の開局記念イベント「TOSまつり」の会場（TOS本社社屋周辺）限定のワンセグを放送したことがある。

## マルチ編成
通常のテレビ放送と同様に、ワンセグによるマルチ編成も、ストリームレベルの多重化により可能である。2007年11月16日、東京メトロポリタンテレビジョン（TOKYO MX）はワンセグによるマルチ編成の実験に成功したと発表し翌2008年6月23日にワンセグによるマルチ編成「ワンセグ2サービス」を開始した。なお「ワンセグ2サービス」も「NHKワンセグ2」と同様に放送局が名付けた呼称である。
通常のテレビ放送ではマルチ編成が3分割できるのに対し、ワンセグでは2分割しかできない。なお、TOKYO MXでは通常のデジタル放送でも（2014年4月以降は終日）2分割放送までしか行っていないため、通常のテレビ放送と同内容でのマルチ編成が可能である。
また、民放で最後発のワンセグ開始となる奈良テレビ放送は開始当初から2016年3月31日まで、全時間帯でのマルチ編成を実施していた。片方のチャンネルで地デジとアナログ放送のサイマル放送、もう片方では地デジ・アナログ向け番組を放送時間をずらして放送するほかワンセグ独自の番組を放送し全く別編成のチャンネルとなっている。固定テレビとワンセグを全時間帯でマルチ編成を行なう局は奈良テレビが初めてとなる。
2019年10月22日には南海放送も民放5系列で初のワンセグ2サービスを開始したが、同局では「ワンセグ2サービス」ではなく「第2ワンセグ放送サービス」を名乗る。

## ワンセグ用データ放送
ワンセグでは一般のテレビと同じ番組に加え、各テレビ局が番組を楽しむためにワンセグ専用に制作したデータ放送コンテンツも利用できるため、放送局がそれぞれの特色を活かした展開が図られた。
ワンセグ用データ放送には、BML Cプロファイルが用いられている。このプロファイルはBSデジタル放送や地上デジタル放送のAプロファイルとは異なる機能が追加されており、上記の「放送と通信の連携機能」が実現されている。
各局でニュースや天気予報などが提供されたが、2025年2月21日にTBS系列、同年3月30日にNHK、同年3月31日にフジテレビ系列、同年4月20日にテレビ東京系列でワンセグ用データ放送での情報提供を終了した。

## 世界の移動体向けテレビ放送の動向
日本以外の地域でも移動体向けの地上デジタルテレビ放送（マルチメディア放送）が始まりつつあり、大きく分けて日本方式（ワンセグ：ISDB-Tの部分受信）、欧州方式（DVB-H）、韓国方式（T-DMB）の3方式がある。このうち、セグメントの部分受信という方式を採っているのは日本方式だけである。2021年12月現在、ISDB方式を採用しているのは日本を含む20ヶ国である。これらISDB方式を採用した国ではワンセグ放送が方式上可能である。
なお、ワンセグはテレビ放送の部分受信というその方式上、欧州方式や韓国方式に比べて、少ない基地局で圧倒的に広い地域に放送することができる。ただし、比較的低い周波数帯域で、かつ狭い帯域を利用しなければならないため、他方式に比べて画質が劣る。

## 技術・仕様
開発に至るまでは、MPEG-4のライセンス問題や従来のMPEG-4に替わってMPEG-4AVC/H.264を採用すると復調回路の演算性能を高くしなければならないなどの問題も生じた。さらに移動体の中でハイビジョン放送（12セグメント、ワンセグに対して「12セグ」・「フルセグ」とも呼ばれる）の受信実験をしたところ、専用アンテナを付ければ十分に受信できるという結果が出たため、必要性を疑われることもあった。実際に、カーナビのハイエンドモデル・一部のスマートフォンに関しては12セグのハイビジョン放送とワンセグの両方に対応した機器も登場した。2021年現在、放送受信機能を持ったカーナビについてはフルセグが一般的で、ワンセグは通信状況が悪い状態での補完視聴用程度の位置づけとなり、携帯電話についてはワンセグ・フルセグともに新規採用機種がなくなった。

### 帯域
移動体での受信では、固定で受信する通常の放送やハイビジョンに比べて受信環境が厳しくなる。そのため、変調にはノイズに強いものが採用された。なお日本の地上デジタル放送（ISDB-T）では13セグメントを最大3つの階層に分割し階層ごとに使用セグメント数、変調方式、畳み込み符号の符号化率などを変えることができる。
- セグメント数：1（channel #0 center area）
- 変調方式：QPSK（Quadrature Phase Shift Keying）
- 畳み込み符号化率（Convolutional code rate）：2/3
- ガード比：1/8
- ビットレート：最大416kbps（52KB/s）

### 圧縮技術
映像圧縮技術にはMPEG-2に対しては2倍以上という圧縮品質を実現したH.264が採用された。さらに音声にはAACが採用されている。なお、低ビットレートで音質を改善する追加技術SBRの適用に関しては放送局による。
- 動画規格：H.264/MPEG-4 AVC Baseline Profile 1.2
- 解像度：320×240（最大）
- 動画ビットレート：128kbps（16KB/s） （例）
- フレームレート（コマ数）：15fps（1秒あたり15枚）
- 音声規格：MPEG-2 AAC（SBR技術の適用は放送局による）
- 音声仕様：モノラル、ステレオ、デュアルモノ
- 音声ビットレート：64kbps（8KB/s） （例）
- データ放送記述規格：BML（Broadcast Markup Language） Cプロファイル
- データ放送ビットレート：約60kbps（約7.5KB/s）（例）

### ストリーム
通常の地上デジタル放送と同様MPEG-2システムに準拠したストリームとして伝送される。帯域削減のため、あるストリームに含まれる多重化された番組をPMTのパケット番号で列挙するテーブルであるPATの送出を行わず、ある番組に含まれるストリームがどのパケット番号を使っているかを指定するPMTのパケット番号は固定の値0x1fc8を使用する。もし多重化された番組があるなら副番組は0x1fc9、帯域が許せば0x1fcfまで8番組を識別可能。

### 回路構成
ワンセグ受信回路はアンテナ、フィルタを含むチューナー回路、OFDM復調回路、MPEG-4AVC/H.264, MPEG-2 AAC復号回路から構成されている。
2008年のワンセグサービス開始当初にはワンセグ受信用にチューナ用LSI、OFDM復調用LSI、フィルタ、水晶発振子、受動部品が1つのモジュール組み込まれたワンセグ・チューナ・モジュールが使用されることが多かったが、現在はチューナ回路とOFDM復調回路を1つに統合したLSIを周辺部品とともに直接、メイン基板に実装するものが一般的となった。
2013年には12セグメント放送（フルセグ）対応のスマートフォンが初めて発売された。その後はしばらくフルセグ対応のスマートフォンが発売されたが、2020年5月に発売されたXperia 1 II を最後として、以降フルセグ機能を持ったスマートフォンは発売されていない。
JEITAの統計によれば2011年1月でワンセグ機能付き携帯電話の日本国内出荷実績が2007年7月からの累積出荷台数で1億台を突破した。また2008年には、全携帯電話の出荷の80%以上がワンセグ機能付きであり、高いワンセグ搭載率が数年続いた。しかし2010年にはワンセグ搭載率は6割にまで低下、その後も低下を続け、2014年以降には低下が顕著となり、4割を切るようになった。2020年にはワンセグ搭載機種はわずか２機種となり、2021年にはワンセグ対応機は発売されなかった。

### チャンネル番号
3桁で指定されているチャンネル番号については、上2桁「リモコンキーID+60」+下1桁「*」として指定され、以下のように12セグ（上2桁「リモコンキーIDそのもの」+下1桁「*」）とは別の放送として扱うことが明示されている。
- NHK東京総合デジタルテレビジョン（ID「1」）の場合、12セグは「011-012」だがワンセグは「611」
- 読売テレビ・テレビ愛知両デジタルテレビジョン（ID「10」）の場合、12セグは通常「101-103」だがワンセグは「701」

ワンセグ受信に対応していない地デジ受信器でワンセグのチャンネル番号を入力すると、「サービス対象外」または「サービス非対応」である旨の警告メッセージや、一部機種では『このチャンネルは受像機にデータを送る為の放送です。』、『映像のないチャンネルです。』等が表示されるか、何も映らない。逆に3桁入力に対応しているが12セグに対応していないワンセグ受信機も同様の結果となる。
なお、上2桁「リモコンキーID+20」+下1桁「8」はGガイド用に割り当てられており、基本的にJNN系列局の番号と連動する。

## 著作権保護
現在、ワンセグの放送自体にはデジタル著作権管理（DRM）は適用されていない。録画されたデータには、その受信機のメーカーによって独自のデジタル著作権管理（DRM）を付け加えて著作権保護を施し、他の媒体へのコピーができなくなっている。ただし、ダビング10に対応した機器もある。

## NHK受信料
ワンセグサービス開始当初より日本放送協会（NHK）もワンセグ放送を開始しているが、放送法では「協会（NHK）の放送を受信することのできる受信設備を設置した者は、協会とその放送の受信についての契約をしなければならない」としており、NHKのワンセグ放送がそれにあてはまりうるため、議論があり、また訴訟を起こされた。ワンセグはNHK受信料に関する様々な議論があるが、主に次のような議論や判例がある。なお、後述のとおり、ワンセグ端末を携帯する者には受信契約の締結義務があるとする東京高裁の判決が最高裁で確定していることに留意する必要がある。
- 携帯電話やカーナビは通話や交通案内が主目的の機器であり、契約の義務がない「放送の受信を目的としない受信設備」なのではないか。なお、水戸地裁は「放送の受信を目的としない」とはテレビの販売などに限られるとし、受信契約が必要と判断している[25]。
- 放送法上、契約の義務があるのは「受信設備を設置」した場合だが、携帯電話は「携帯」しているのであって「設置」をしていないのではないか[26]。なお、後述のとおり、「「設置」には「携帯」も含む」とする東京高裁の判例が最高裁で確定している[24]。
- 通常放送と比べて情報量が少なく、放送範囲外になることも多いにもかかわらず、通常放送と受信料が同じなのは高額すぎるのではないか[27]。

ワンセグは2006年のサービス開始から現在に至るまで、携帯電話を販売・契約する通信各社がNHKの受信料について一切の広報・説明を行っていない上、サービス開始当初NHKは受信料についてはっきりしたコメントを出していなかったため、受信料について議論や周知を欠いたままワンセグ機能付きの携帯電話が普及していくこととなった。しかしその後、テレビを持たずワンセグ機能を知らずに携帯電話を買ったような利用者の元へ集金人が訪問し、携帯電話を提示する事を強要したり、契約を求めて居座るなど、消費者とNHKの見解の相違によるトラブルが多発した。このような状況の中、2016年に初めてワンセグのNHK契約義務に関する裁判が起こされると、NHKの立場寄りの判決が続き、ついには2019年3月ワンセグ付きの携帯電話について受信契約の義務があるとする判決が最高裁で確定した。そのため、ワンセグ機能付きのスマートフォンにも受信料契約の必要性があるという見解が趨勢を占めるようになった。このような社会的認識の変化に伴い、ワンセグ受信機について受信契約の締結を始める動きがあった反面、受信料の発生するワンセグ機能を「隠れ債務」と捉え、受信料の負担を避けるため、ワンセグ搭載機の非搭載機への買い替え、ワンセグ搭載機の新規購入の回避、スマートフォンの各メーカーがワンセグ機能を非搭載にするなどの動きが起きるようになった。ワンセグ裁判以前より会計検査院が業務上テレビを視聴する必要がない各省庁で保有するカーナビゲーションのワンセグがあることを認識しており、ワンセグ視聴機能の無効化をする試みもあった。

### NHKの主張
NHKでは、ワンセグ端末はNHKが定める日本放送協会受信規約 第2条第2項のNHKのテレビジョン放送を受信することのできる受信設備」であるとして、NHKは「ワンセグ端末も受信契約の対象」であり、受信料を支払う必要があると主張している。ただし自宅などにあるテレビで受信料を払っている場合は自宅に複数台のテレビを所有している場合と同じ扱いとするため、追加で受信料を支払う必要はないとしている。NHK総合のデータ放送を受信すると次の様に放送表示される。

### ワンセグ機能を持つ携帯電話に関する判決
2016年8月26日、埼玉県朝霞市の大橋昌信市議が受信契約締結義務の不存在等の確認を求めた裁判で、さいたま地方裁判所は、放送法2条14号で「設置」と「携帯」が分けられていること等から、ワンセグ端末の「携帯」も「設置」に含まれるとするNHKの主張を、「文理解釈上、相当の無理がある」とし、ワンセグ端末携帯者には受信契約締結義務がないことを確認する判決を下した。NHKは1審判決を不服として、東京高等裁判所に控訴した。2018年3月26日、東京高等裁判所は一審判決を取り消し、「「設置」には「携帯」も含む」として、ワンセグ端末携帯者には受信契約の締結義務があるとする判決を下した。原告側は不服として上告した。2019年3月13日最高裁判所は原告の上告を棄却し、受信契約の義務があるとする判決が確定した。

### 判決に対する反応
これら判決について、IT業界ではワンセグの普及に対する悪影響を懸念する声が強かった。地裁判決を受けて、大手IT情報誌では「NHKの受信料支払いが必要であるという判決が下されると、消費者は搭載機種への買い替えを敬遠する可能性が高い。メーカー側はチューナー非搭載へとシフトするだろう」と予見した。高裁の判決について、実業家の堀江貴文はワンセグの将来性に悲観的な見解を示したほか、最高裁の判決を受けてインターネット業界誌では「ワンセグという規格自体が完全に“オワコン”になる可能性もありそうだ」として、受信料の発生を起因としてワンセグ自体が終焉する可能性を指摘した。また、最高裁の判決を受けて携帯電話取引会社がアンケートを行ったところ、「ワンセグなしの携帯電話に買い替えたいと思いますか?」という設問に対して過半数の58%が「はい」と回答し、NHK受信料の発生を理由とするユーザーのワンセグ忌避傾向が数字として明らかになった。
一連の議論・裁判に関して、ワンセグ機能付きの携帯電話を販売・契約していた通信各社はNHK受信料とは「直接関わりがない第三者という立場」であるとして関与しない姿勢を保っており、受信料支払い義務の有無や、ワンセグ機能の非搭載化についてはニーズの変化だとして具体的な言及を避けていた。携帯電話を製造するメーカー側としても同様に言及を避けていたが、2016年に京セラから発売されたDIGNO ケータイ for Bizのように、「企業で導入する場合でも安心して利用できるようにワンセグとカメラを非搭載にしました」　として、ワンセグを搭載していない事を明確なアピールポイントとする携帯電話も現れた。ワンセグを搭載した最後の携帯電話、Xperia 1 Ⅱが2021年のモデルチェンジによりワンセグ機能を廃止し、ワンセグ携帯電話が市場から消滅したが、大手IT情報誌ではワンセグの非搭載化について「スマートフォンのフルセグ/ワンセグもNHK受信料負担義務が発生するので、地上波/衛星放送は観ないというユーザーには、逆にありがたい」と評価し、NHK受信料を理由としてワンセグの非搭載化を好意的に捉える論調が見られた。

### ワンセグ機能を持つカーナビについて
カーナビについてもワンセグ機能付き携帯電話と同様、メーカーがNHK受信料について広報・宣伝をすることがなかったため、「常識的に考えて、カーナビに受信料など払えるものか」といった考え方が一般的であった。しかしワンセグ機能付き携帯電話について、上述の通り2019年にNHKと契約義務ありとする最高裁判決が出され、これがカーナビのワンセグについても影響し得ると考えられたほか、カーナビのワンセグを主とした裁判が起こされ、自宅にテレビがなく、カーナビのみを所有する女性が受信料の支払い義務がないことの確認をNHKに求めた裁判で、2019年5月15日、東京地方裁判所はカーナビのワンセグも受信契約の対象とし、女性の訴えを退けた。　これら裁判などにより、カーナビのワンセグについてもNHKとの契約義務があるという見解が強まっている。
これらの裁判結果を受けて、自動車情報誌くるまのニュースでは「最近のカーナビでは「地デジ（ワンセグ・フルセグ）」が基本機能として備わっています。今回の判決を受けて、インターネット上ではカーナビの受信契約に対する不安が広がっているのです」として、不透明な契約義務に対する世間の不安を伝えた。また弁護士によるポータルサイトでは、「影響範囲が大きいのは官公庁や企業だろう。NHKの規約によると、家庭（世帯）ならば車が複数あっても契約はテレビを含めて1つで良い。しかし、事業所の場合は車1台ごとに受信料を払わなくてはならない。また、タクシーのようにたくさんの車を保有する企業では、ホテルの全室に受信料を請求しているホテル訴訟のような影響が出る可能性もある」として、事業者に対する負担や、過去に遡及して莫大な金額を請求されうるリスクを報じた。
運輸業界の情報誌では、「ワンセグ機能が付いていないカーナビを探すほうが困難な国内カーナビ市場で、業務支援のために導入するカーナビ。たまたまテレビが見えてしまう状態だからといって、なぜユーザーであるトラック事業者がびくつかなければならないのか」としており、同紙ではワンセグ機能のないカーナビを市場に増やすよう、メーカーに圧力をかけることを提案している。大量の公用車を抱える自治体や官公庁でも動きがあり、一例として神奈川県では「テレビ受信機能を有しないカーナビを選択するよう各所属を指導してゆく」としている。
カーナビを製造販売する側でも反応があり、自動車メーカーでも「NHK対策として純正カーナビにテレビなしを選べる営業車をラインアップする自動車メーカーが増え」ているという。

### ワンセグの放送品質と受信料金額に関する議論
ワンセグは移動体向けの軽量に動作するテレビ受信機として設計されており、テレビとしての特性は家庭据え置き型の地デジ受信器とは大きく異なる。第一に「ワンセグ」とは「フルセグ（12セグ）」を対照とした名称であり、ワンセグで利用する情報量はフルセグに対して正味12分の1しかない。そのため、フルセグに比して非常に荒い画質となっており、出演者の顔が判別できなかったり、テロップの文字がつぶれて判別できなかったりすることがある。第二に放送範囲の問題があり、ワンセグはフルセグより地理面積的な視聴範囲は広いが、「放送波が送信される電波塔から離れている場所」「山間部やビルの陰など、地形や建物などによって電波がさえぎられる場所」「トンネル、地下、建物内の奥まった場所」など電波の弱い場所および届かない場所では受信ができないことがある。ワンセグ機は移動体であるから、僻地へ行けば全く受信できないということも一般にありうる。これが一般世帯での通常のテレビ視聴であれば、難視聴地域として電波以外の方法によるテレビ受信が試されたり、受信料の割引などの措置が採られるが、ワンセグでは地理条件で視聴できないとしても対応がなされることはない。
このように、放送品質と放送範囲が通常放送に対して明確に劣るワンセグについて、NHK受信料が発生するのか、また発生するとしても通常と同額を払わなければならないのかという議論があり、ワンセグ携帯電話についての地裁判決を受けて、放送行政を管轄する総務省では、「テレビを持たず、ワンセグ放送も見ていない人から不満が出ているため」として、NHKに対して、ワンセグ携帯のみを持つ世帯については徴収を控えるか、12分の1の受信料に減額することをNHKに対して求める」としたことを複数の大手紙が2016年に報じた。しかし、こうした総務省の動きに対して、NHKの籾井勝人会長は定例記者会見にて地裁判決に反論し、従来通りワンセグでも受信料を徴収する考えを示した。総務省から要請されていたワンセグでの契約実態の調査要請に対しても、「ワンセグの契約が何台あるかは調べようがない」などとして調査しない方針を明らかにした。
ワンセグの受信料金額について、中央大学法科大学院教授の佐藤信行は判例コラムの中で、費用の公平負担という視点から批判をしている。

## 主要なワンセグ機器
- ワンセグ対応携帯電話・メモリーカード転送対応機器[注 4]
  - ブルーレイDIGA（パナソニック）
    - 2009年春モデルより対応。携帯電話はパナソニック製のほか一部メーカーの機種でUSBケーブルで接続。またはSDメモリーカードに転送。

  - ブルーレイレコーダー BDZシリーズ（ソニー）
    - 2008年4月発売のモデルより対応。ソニー製のウォークマン、PSP、携帯電話、Xperia（Android 4.0以降のスマートフォン・タブレット）に対応。他社メーカーではシャープ製携帯電話SH006にも対応。

  - AQUOSブルーレイ（シャープ）
    - 2009年3月発売のモデルより対応。シャープ製の一部携帯電話のみに対応。

- ワンセグ対応携帯電話・スマートフォン・ファブレット・タブレット
  - AQUOSケータイ・AQUOS SHOT・AQUOS PHONE・AQUOS PAD（シャープ）※AQUOS PADはドコモ、au（KDDI／沖縄セルラー電話）向け。
    - このうちAQUOS Xx 304SH、AQUOS SERIE SHL25、AQUOS PAD SH-06F/SHT22などはフルセグ対応(視聴・録画ともに対応)。

  - BRAVIAケータイ・BRAVIA Phone（ソニー・エリクソン、現・ソニーモバイル）※BRAVIAケータイはドコモ向け、BRAVIA Phoneはau（KDDI/沖縄セルラー電話）向け。
  - Cyber-Shotケータイ（ソニー・エリクソン、現・ソニーモバイル）※au（KDDI/沖縄セルラー電話）向けのみ。
  - Xperia（ソニー・エリクソン、現・ソニーモバイル）
    - このうち、Xperia Z1 （SO-01F,SOL23）、Xperia Z Ultra（SOL24）、Xperia Z2（SO-03F）、Xperia Z3（SO-01G,SOL26,401SO）はフルセグも対応（視聴のみ、録画未対応）。Xperia Z4（SO-03G,SOV31,402SO）、Xperia Z5（SO-01H,SOV32,501SO）、Xperia Z5 Premium（SO-03H)、XperiaXZ(SO-01J)、XperiaXZPremium(SO-04J)はフルセグの視聴・録画ともに対応。

  - Woooケータイ（日立製作所）※au（KDDI/沖縄セルラー電話）向け専売
  - VIERAケータイ（Panasonic） ※ドコモ、ソフトバンク向け。
  - REGZAケータイ・REGZA Phone（東芝）※REGZAケータイはソフトバンク向け、REGZA Phoneはau（KDDI／沖縄セルラー電話）、ドコモ向け。
  - スマートフォン WS020SH・IS01・IS03・SH-10B（シャープ）
  - TV&バッテリー（ソフトバンク、iPhone用ワンセグモジュール）
  - その他にもAV機器ブランドを使用しない端末が各事業者・メーカーから多数販売されている。
    - このうち、『富士通モバイルコミュニケーションズ』の「ARROWS」ブランドは、一部の機種のみではあるがフルセグ（F-05FとF-02Gは視聴・録画ともに対応、その他は視聴のみ[注 5]）にも対応する。

- 携帯ゲーム機
  - PlayStation Portable PSP-2000・PSP-3000用ワンセグチューナー PSP-S310（ソニー・コンピュータエンタテインメント、現・ソニー・インタラクティブエンタテインメント）
    - 現在、群馬テレビのワンセグ放送には未対応
    - データ放送で通信を伴う場合は無線LANを使用して通信が可能
    - 別売のPSP-2000・PSP-3000用AVケーブルやD端子ケーブルなどでテレビに録画した番組を出力可能
    - 録画した番組はPS3にムーブ可能
    - ダビング10には未対応

  - ニンテンドーDS（DS Lite・DSi・DSi LL・3DS含む）用ワンセグ受信アダプタ DSテレビ（任天堂）

- ワンセグチューナー内蔵パソコン
  - VAIO VGN-TX91PS・VGN-P70H・VGN-UX90PS （ソニー）

- パソコン用USB接続チューナー
  - ちょいテレ（バッファロー）
  - SEG CLIP（アイ・オー・データ機器）

- ワンセグ録画専用機
  - ガラポンTV

- デジタルオーディオプレーヤー
  - ビエラ・ワンセグ SV-ME700・SV-ME750・SV-ME850 (Panasonic)
  - ウォークマン NW-A919・NW-A918・NW-A916・NW-A919/BI（ソニー）
  - gigabeat Vシリーズ（東芝）

- 電子辞書
  - Papyrus PW-TC900・TC920・TC930（シャープ）

- ワンセグ・モジュール
  - YTS-3103-G2 RF+BB+Multimedia Decoder（Young Tech System）
  - MP3 Player、JPEG Viewer、ワンセグ録音等搭載したワンセグ・モジュールで簡単にポータブルのテレビ受像機やセットアップボックスが出来る。

なお、ワンセグチューナーを搭載したポータブルのテレビ受像機やモニター付きDVDプレーヤーも各社から発売されている。また、ラジオ受信機の中にはワンセグの音声を聞くことができるものも登場している。

### ワンセグ端末ギャラリー

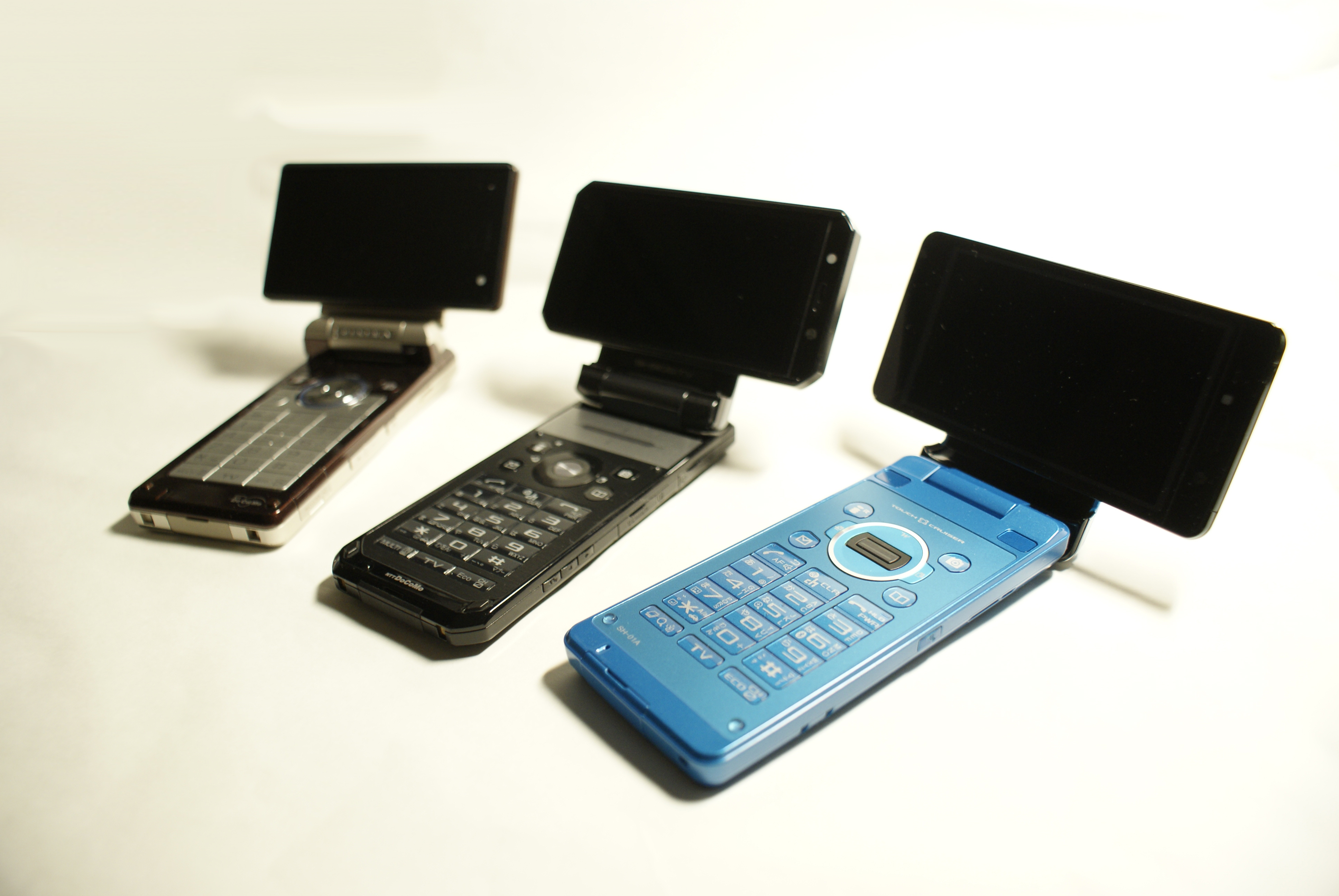
AQUOSケータイ（いずれもドコモ向け）
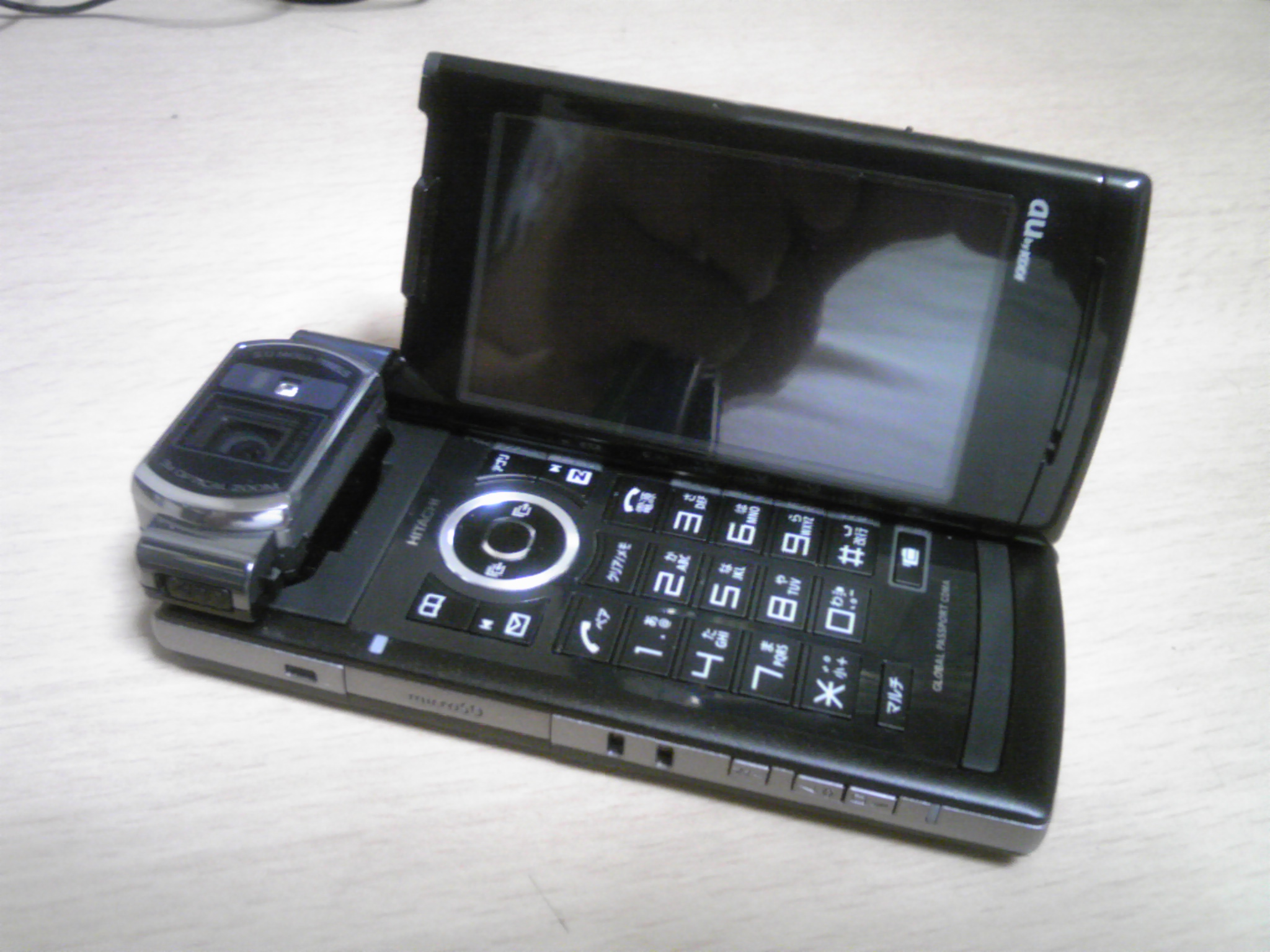
Mobile Hi-Vision CAM Wooo（HIY01・au（KDDI／沖縄セルラー電話）向け）
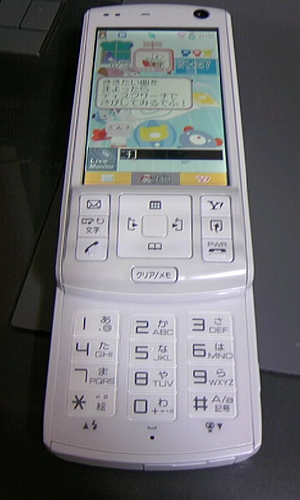
911T（SoftBank向け）
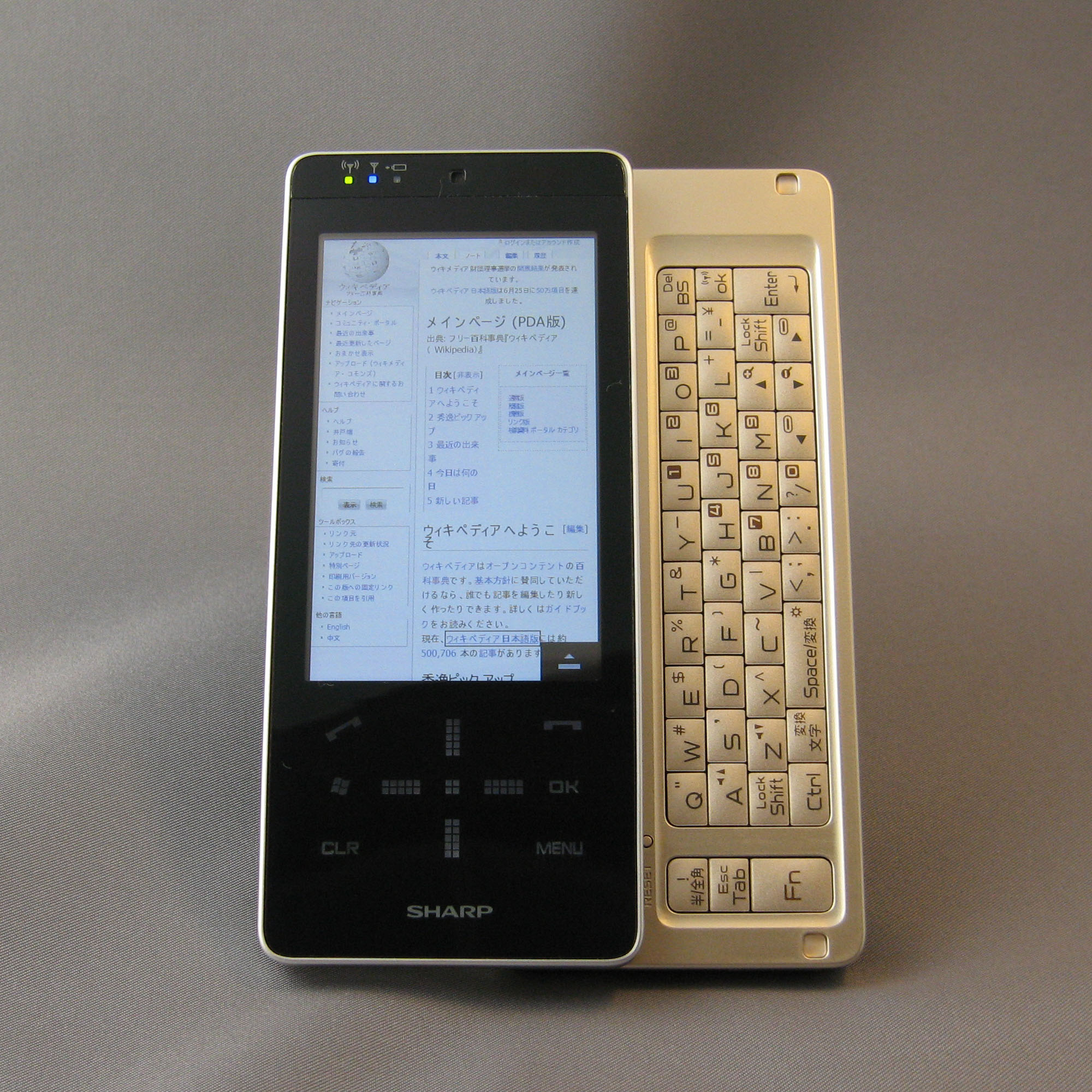
WS020SH（ウィルコム向け）
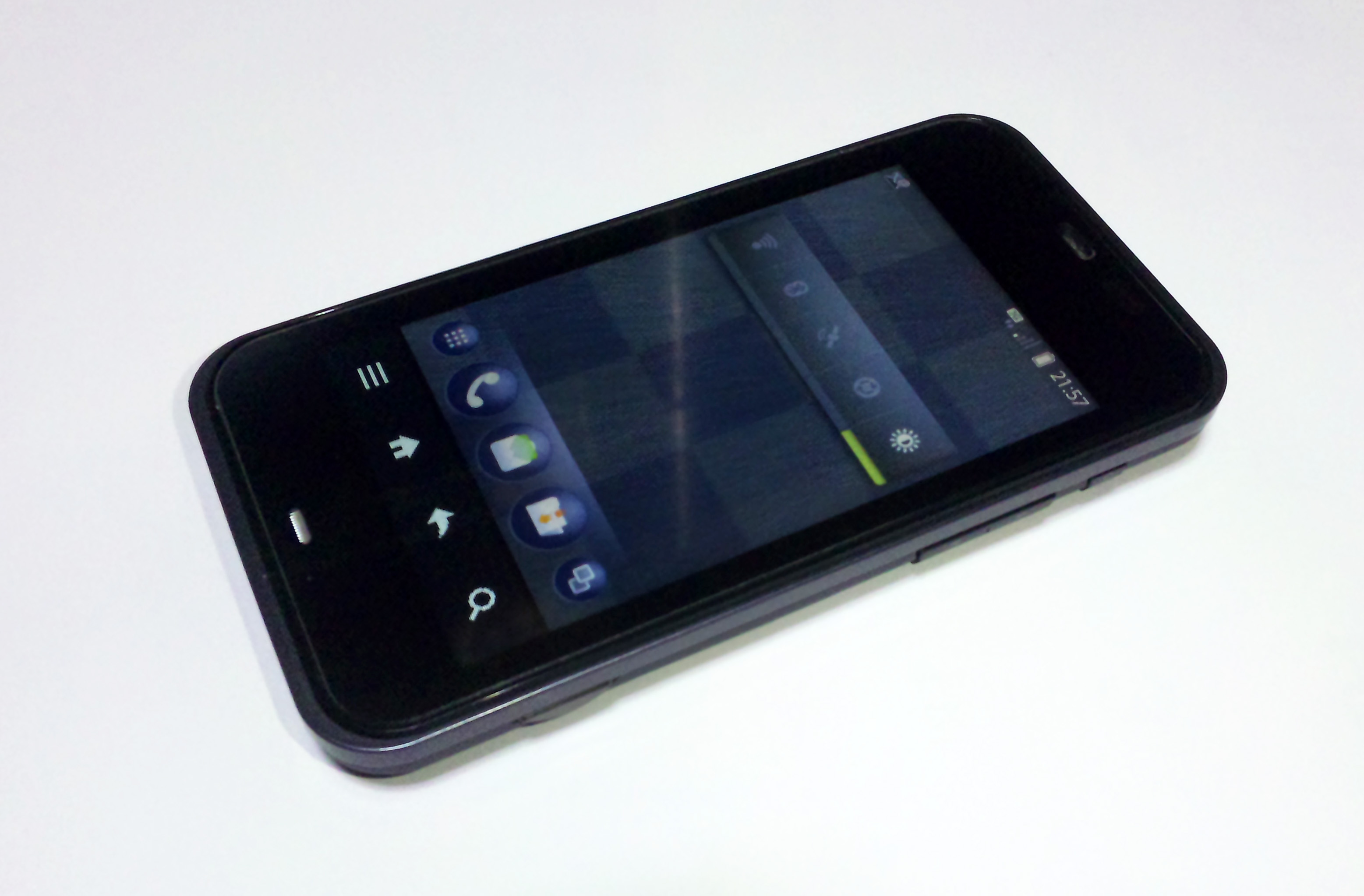
IS03（Androidスマートフォン）
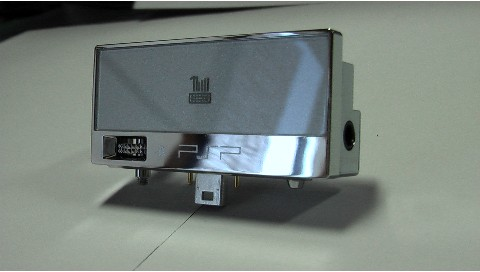
PSP-S310（PSP用チューナー）
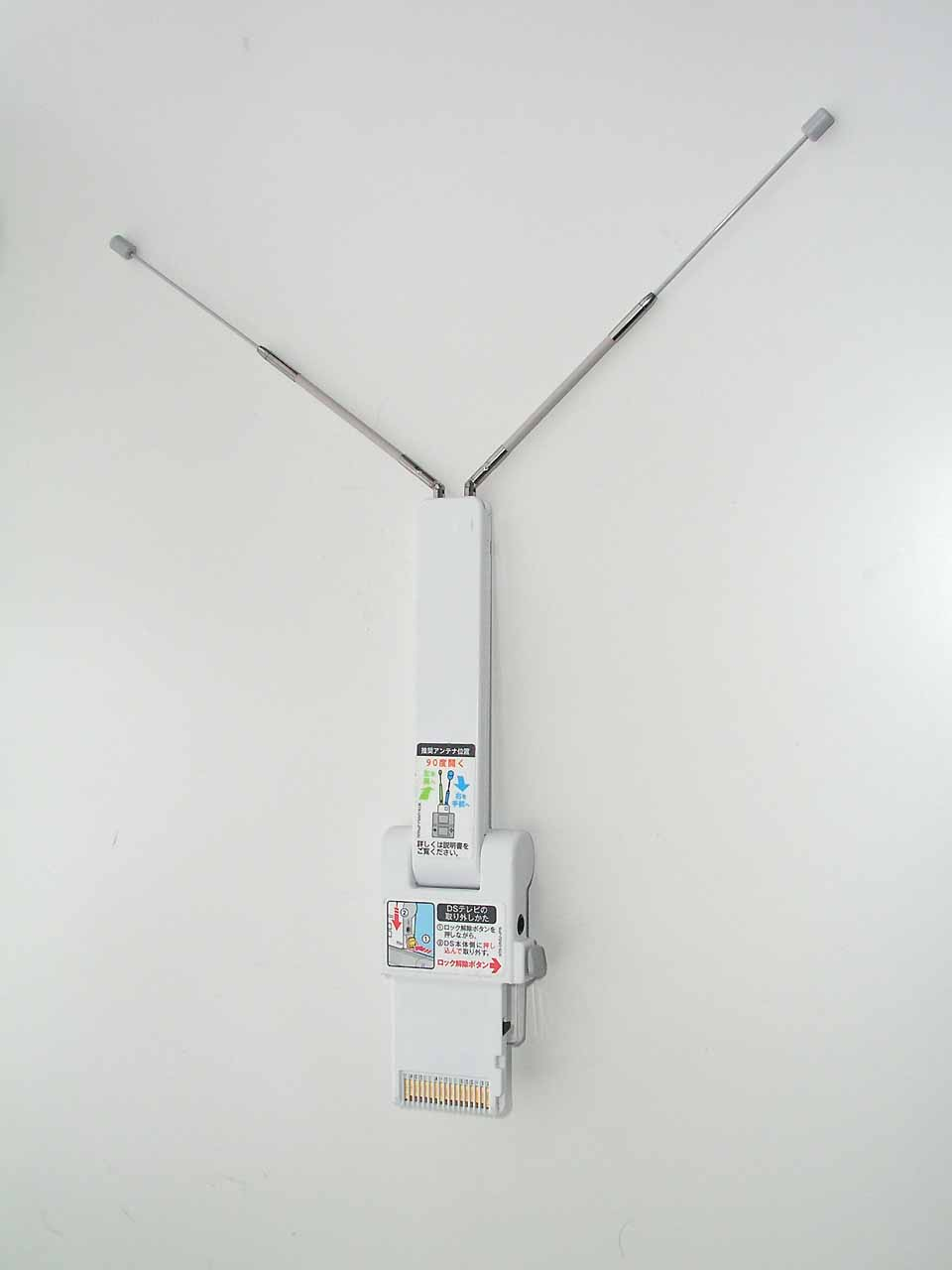
ワンセグ受信アダプタ DSテレビ（Nintendo DSシリーズ用チューナー）
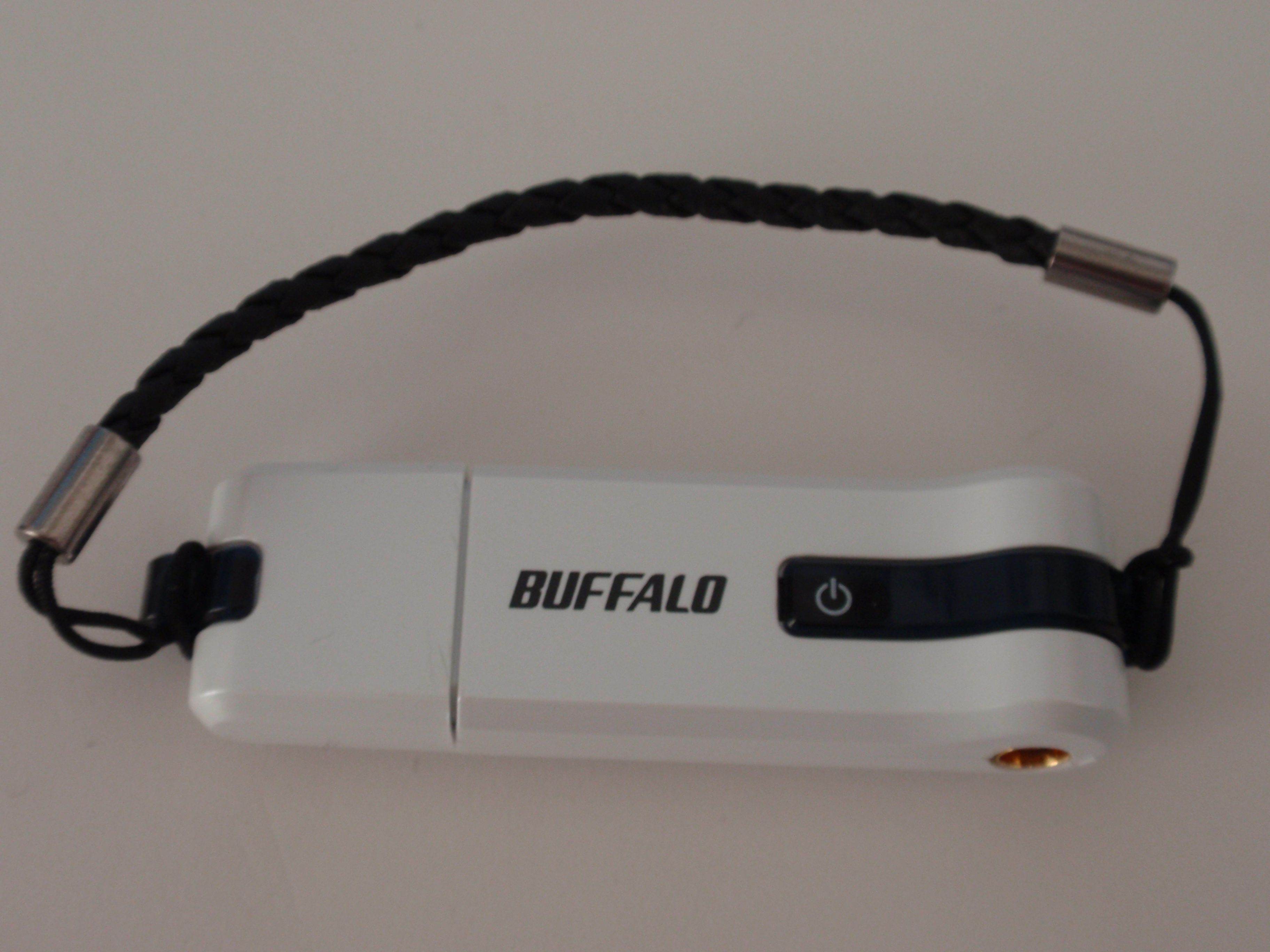
DH-ONE/U2P（PC用チューナー バッファロー製）
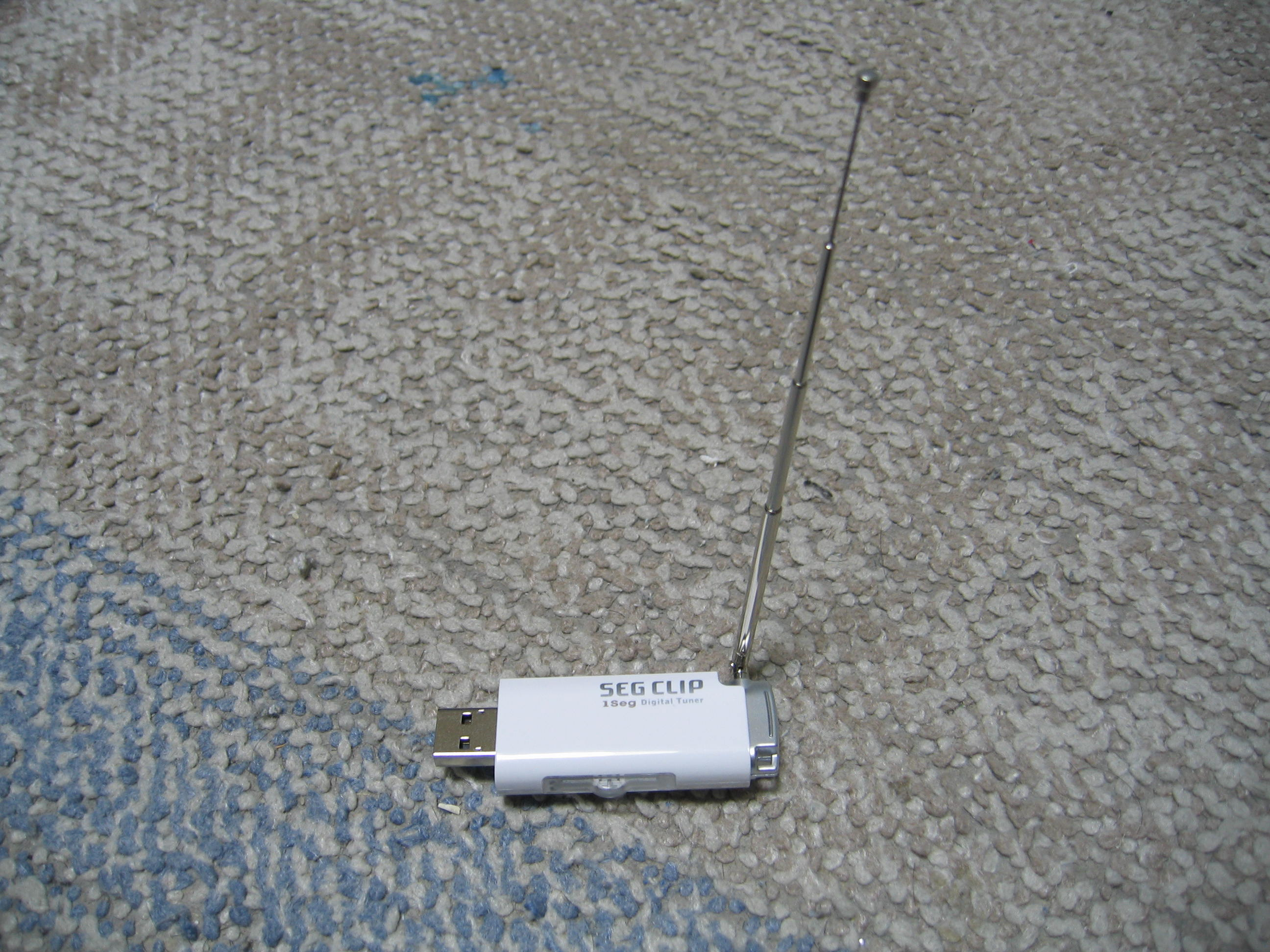
GV-SC200（PC用チューナー アイ・オー・データ機器製）
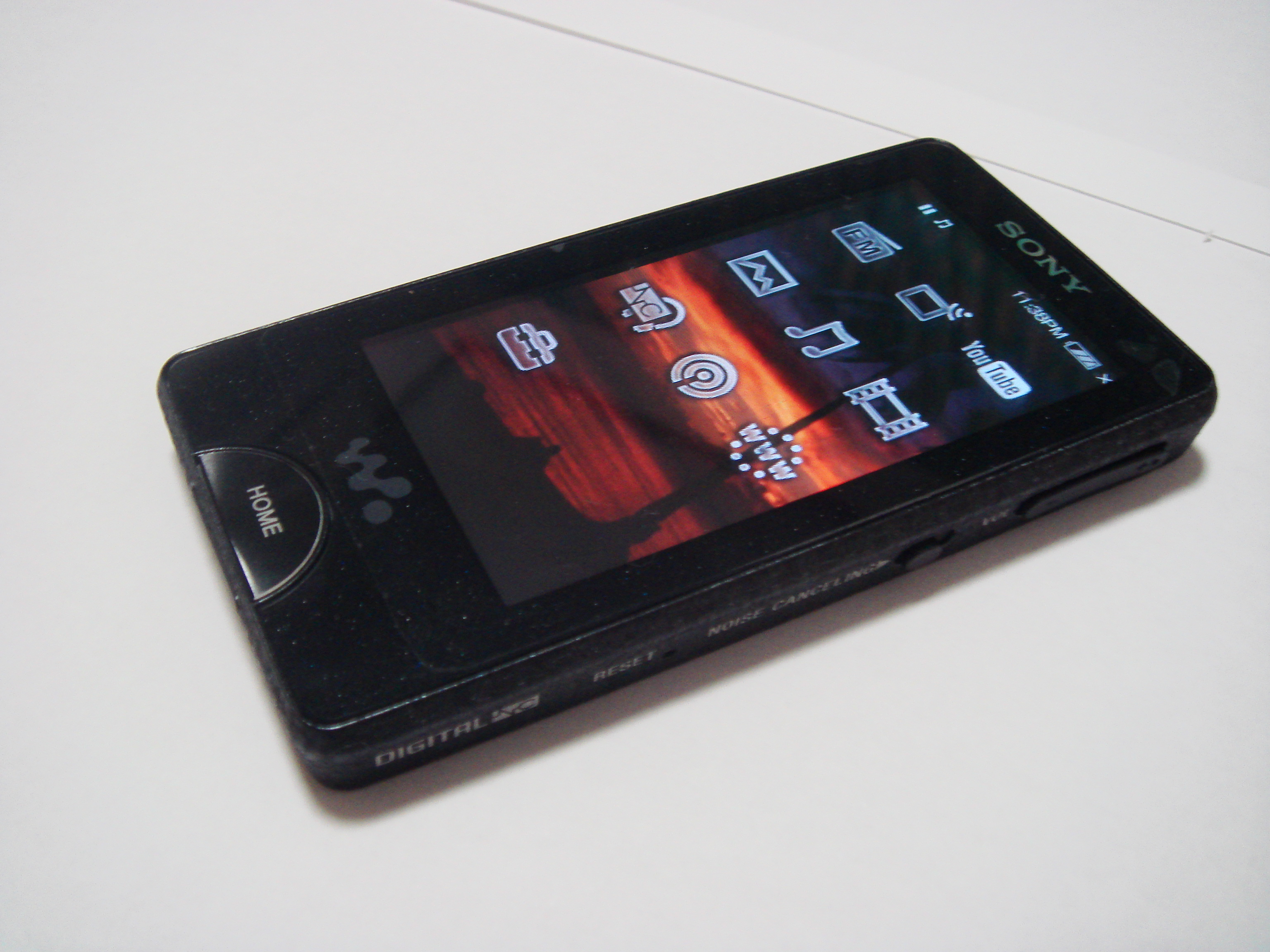
WALKMAN NW-X1050
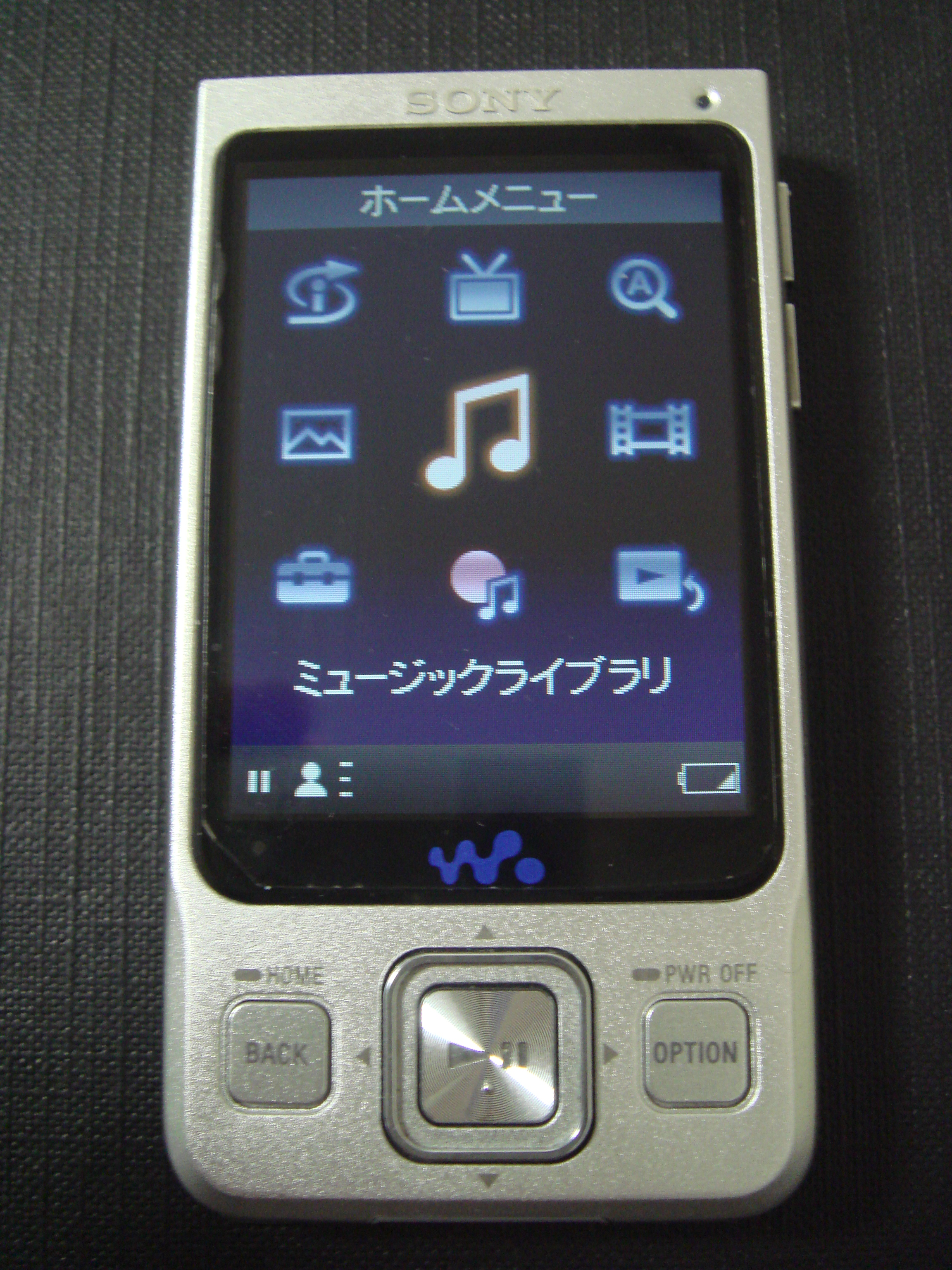
WALKMAN NW-A900
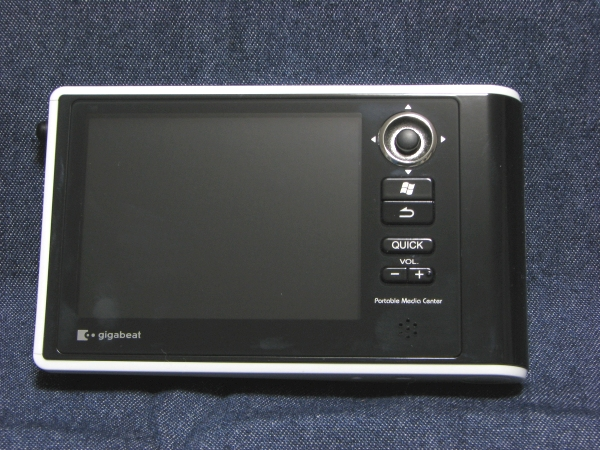
gigabeat V30T
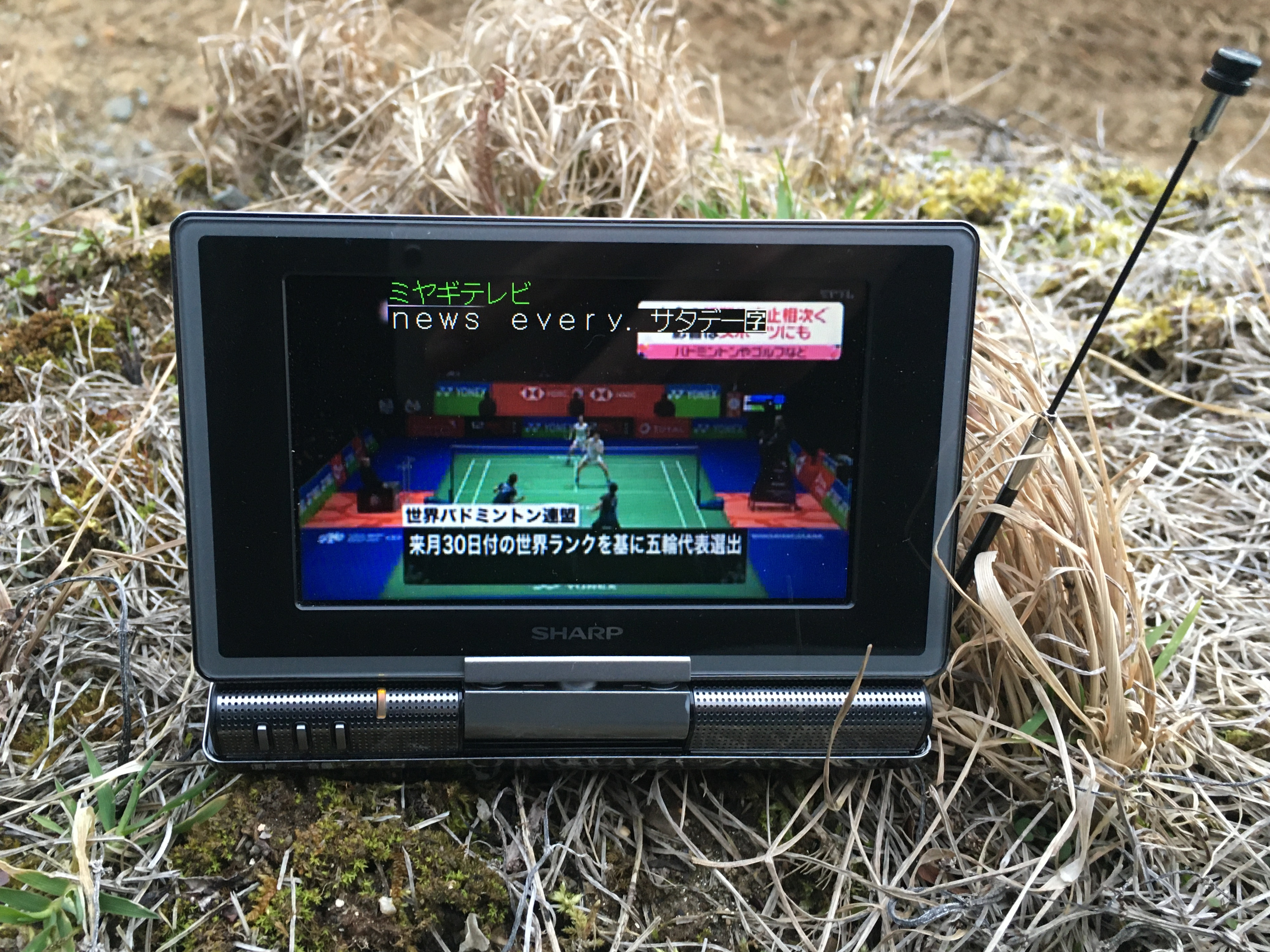
シャープ PW-TC920。ワンセグ受信できる電子辞書。